# Ulka Sasaki
Pour les articles homonymes, voir Sasaki.
 (mai 2025).
Si vous disposez d'ouvrages ou d'articles de référence ou si vous connaissez des sites web de qualité traitant du thème abordé ici, merci de compléter l'article en donnant les références utiles à sa vérifiabilité et en les liant à la section « Notes et références ».
Yuka Sasaki (佐々木 佑太, Sasaki Yūta) aussi connu sous le surnom de Ulka Sasaki (佐々木 憂流迦, Sasaki Uruka), né le 7 octobre 1989 à Numazu dans la préfecture de Shizuoka, est un pratiquant japonais d'arts martiaux mixtes (MMA). Il combattait à l'Ultimate Fighting Championship dans la catégorie des poids coqs. Il combat actuellement au Rizin FF dans la division des poids plumes.

## Distinctions
- Ultimate Fighting Championship
  - Performance de la soirée (une fois)

## Palmarès en arts martiaux mixtes
| 25 combats     | 19 victoires | 4 défaites |
| Par KO         | 2            | 1          |
| Par soumission | 10           | 1          |
| Sur décision   | 7            | 2          |
| Égalités       | 2            | 2          |

| Résultat | Record | Adversaire         | Méthode                                     | Événement                                | Date              | Round | Temps | Lieu                           | Notes                    |
| -------- | ------ | ------------------ | ------------------------------------------- | ---------------------------------------- | ----------------- | ----- | ----- | ------------------------------ | ------------------------ |
| Défaite  | 19-4-2 | Wilson Reis        | Décision unanime                            | UFC 208: Holm vs. de Randamie            | 11 février 2017   | 3     | 5:00  | Brooklyn, New York, États-Unis |                          |
| Victoire | 19-3-2 | Willie Gates       | Soumission (étranglement arrière)           | UFC Fight Night: Overeem vs. Arlovski    | 8 mai 2016        | 2     | 3:30  | Rotterdam, Pays-Bas            |                          |
| Défaite  | 18-3-2 | Taylor Lapilus     | TKO (coups de poing)                        | UFC Fight Night: Jedrzejczyk vs. Penne   | 20 juin 2015      | 2     | 1:26  | Berlin, Allemagne              |                          |
| Défaite  | 18-2-2 | Leandro Issa       | Soumission (neck crank)                     | UFC Fight Night: Machida vs. Dollaway    | 20 décembre 2014  | 2     | 4:13  | Barueri, Brésil                |                          |
| Victoire | 18-1-2 | Roland Delorme     | Soumission (étranglement arrière)           | UFC Fight Night: Bisping vs. Le          | 23 août 2014      | 1     | 1:06  | Macao                          | Performance de la soirée |
| Victoire | 17-1-2 | Hong Jung-Gi       | TKO (coups de poing)                        | Deep: Fujisan Festival                   | 25 mai 2014       | 1     | 0:38  | Fuji, Japon                    |                          |
| Victoire | 16-1-2 | Teruto Ishihara    | Soumission technique (étranglement arrière) | Vale Tudo Japan 4th                      | 23 février 2014   | 2     | 1:46  | Tokyo, Japon                   |                          |
| Victoire | 15-1-2 | Keisuke Fujihara   | Soumission (étranglement arrière)           | Shooto: 1st Round 2014                   | 13 janvier 2014   | 1     | 4:35  | Tokyo, Japon                   |                          |
| Victoire | 14-1-2 | Park Geun-Do       | Soumission (étranglement arrière)           | Vale Tudo Japan 3rd                      | 5 octobre 2013    | 1     | 1:36  | Tokyo, Japon                   |                          |
| Victoire | 13-1-2 | Kenji Yamamoto     | KO (coup de poing)                          | Shooto: 3rd Round 2013                   | 27 juillet 2013   | 1     | 0:11  | Tokyo, Japon                   |                          |
| Victoire | 12-1-2 | Kota Onojima       | Décision majoritaire                        | Shooto: Gig Tokyo 14                     | 21 avril 2013     | 3     | 5:00  | Tokyo, Japon                   |                          |
| Victoire | 11-1-2 | Tetsu Suzuki       | Décision unanime                            | Shooto: 1st Round 2013                   | 20 janvier 2013   | 3     | 5:00  | Tokyo, Japon                   |                          |
| Égalité  | 10-1-2 | Manabu Inoue       | Égalité                                     | Shooto: 12th Round                       | 11 novembre 2012  | 3     | 5:00  | Tokyo, Japon                   |                          |
| Victoire | 10-1-1 | Teruyuki Matsumoto | Soumission (étranglement en guillotine)     | Shooto: Gig Tokyo 10                     | 30 juin 2012      | 1     | 0:42  | Tokyo, Japon                   |                          |
| Victoire | 9-1-1  | Kazuhiro Ito       | Soumission (étranglement arrière)           | Shooto: Gig Tokyo 9                      | 14 avril 2012     | 2     | 3:34  | Tokyo, Japon                   |                          |
| Victoire | 8-1-1  | Satoshi Watanabe   | Décision unanime                            | Deep: Fujisan Festival                   | 29 janvier 2012   | 2     | 5:00  | Fuji, Japon                    |                          |
| Défaite  | 7-1-1  | Guy Delumeau       | Décision unanime                            | Shooto: Shootor's Legacy 4               | 23 septembre 2011 | 3     | 5:00  | Tokyo, Japon                   |                          |
| Victoire | 7-0-1  | Kosuke Kindaichi   | Décision majoritaire                        | Shooto: Shootor's Legacy 3               | 18 juillet 2011   | 2     | 5:00  | Tokyo, Japon                   |                          |
| Victoire | 6-0-1  | Yoshifumi Nakamura | Décision majoritaire                        | Shooto: Shootor's Legacy 2               | 1er avril 2011    | 2     | 5:00  | Tokyo, Japon                   |                          |
| Victoire | 5-0-1  | Yusuke Kagiyama    | Égalité                                     | Deep: Shizuoka Impact 2011               | 6 février 2011    | 2     | 5:00  | Shizuoka, Japon                |                          |
| Victoire | 5-0    | Yo Saito           | Décision unanime                            | Shooto: The Rookie Tournament 2010 Final | 18 décembre 2010  | 2     | 5:00  | Tokyo, Japon                   |                          |
| Victoire | 4-0    | Motohiro Takenawa  | Décision unanime                            | Shooto: Kitazawa Shooto Vol. 4           | 17 septembre 2010 | 2     | 5:00  | Tokyo, Japon                   |                          |
| Victoire | 3-0    | Keiji Sakuta       | Soumission (étranglement arrière)           | GCM: Cage Force Preliminary Festival 1   | 25 juillet 2010   | 3     | 1:03  | Tokyo, Japon                   |                          |
| Victoire | 2-0    | Shinji Maeguchi    | Soumission (étranglement arrière)           | Shooto: Gig Central 20                   | 13 juillet 2010   | 2     | 1:24  | Nagoya, Japon                  |                          |
| Victoire | 1-0    | Atsushi Masukura   | Soumission (étranglement arrière)           | GCM: Cage Force 16                       | 11 avril 2010     | 1     | 0:30  | Tokyo, Japon                   |                          |